# Haiku
A haiku (俳句; Hepburn: haiku), avagy haikai a japán költészet egyik jellegzetes versformája, amely Macuo Basó által a 17. században jelent meg Japánban. Ez a fajta költészeti forma nem csupán a japán irodalomban, hanem a 20. század elejétől a világirodalomban is nagy népszerűségnek örvend. A ma használatos elnevezését 19. század végén kapta Masaoka Sikitől, azelőtt hokkunak hívták ezt a versformát.
A szó jelentése: haiku (俳= hai = színész, 句 = ku = mondat, vers), és a haikai (俳 = hai = színész, 諧= kai = harmónia, rend).
A haiku rendkívül szigorú, alakilag kötött verselés, melyet ebben a formájában egyetlen más nyelvre sem lehet tökéletesen átültetni vagy újrakölteni. Nagyon erős zeneiség jellemzi, részben a szimmetrikus forma ritmusa, részben a magán- és mássalhangzók hangulati értéke miatt, amelyekre a vers rövidsége miatt a befogadó is nagyobb figyelemmel van.
A dentó haikunak, azaz a hagyományos haikunak összesen három követelménynek kell megfelelnie:    
- A haiku 17 morából, (magyarban: szótagból) épül fel. A hagyományos régi japán haiku egy sorba íródik, a modern haiku (現代俳句; gendai haiku) három sorból áll. A sorok és moraszámok felépítése: első sor 5, második sor 7, és a harmadik sor szintén 5 morából áll. Az első és az ötödik szótag a hangsúlyos (fordításnál figyelni kell rá, hogy ne legyen névelő a sor elején, mivel az a magyarban hangsúlytalan).
- Szerepelnie kell benne kigónak, azaz évszakszónak.
- A haiku csattanóval záródik.

A haikuban nagyon ritkán találunk sorvégi rímet, mely a magyar verselésben megszokott. Többnyire belső rímet, azaz alliterációt fedezünk fel az eredeti japán művekben, ezáltal téve dallamosabbá az adott verset. (Az összecsengő sorvégek legtöbbször csak a fordítók leleményei).
A haiku nemcsak versforma, hanem egyben műfaj is. Ebben a formában íródnak a szenrjúk (tréfás alkalmi versek), vagy a dzsiszeiek (halál előtti búcsúversek) is, ezek azonban nem tartoznak a haiku műfajába.

## Története
A haiku történelme, kialakulása egészen a 8. századra vezethető vissza.
A japán irodalom első fönnmaradt lírai antológiája az úgynevezett Manjósú, más néven a Tízezer falevél gyűjteménye, amelyet a Nara-korban (710–794) alkottak meg az évszázadok hagyományaiból. Összesen 561-en írtak bele, körülbelül ötezer vers és több mint négyezer tanka található benne. Az ebben lejegyzett versekből, dalokból is következtethetünk a haiku eredetére. A versek kisebb része kötetlen formában lejegyezett ősi dal, viszont döntő többségük a következő három versforma valamelyikéhez tartozik; csóka, szedóka és vaka (újabb nevén tanka). A vaka jelentése: rövid dal. Hozzájuk képest a haiku csupán a tizenharmadik század „szülötte”, hiszen azt a tankából eredeztetik, de csak a tizenhetedik századtól számít klasszikus és egyszersmind divatos japán versformának.
A tanka (vaka) egy ötsoros versforma, melyben ugyanúgy megtalálható a kigó, azaz évszakszó, és ugyanúgy kötött a szótagszáma, mint a haikainak. A tanka 31 morából és 5 sorból áll. Az első sor 5, a második 7, a harmadik 5 és az utolsó kettő szintén 7-7 morából áll. Ezek alapján a haiku nem más, mint a tanka önállósult első három sora, amely mögül azonban elmarad az azt kísérő – ellensúlyozó utolsó két sor.
A Heian-kor (794–1185) alatt egyedül a tanka marad fenn, és egy új versgyűjteményt is létrehoztak. Ez volt a Kokinsú, Régi és új költemények gyűjteménye, mely bevezetőjében Ki no Curajuki írja:
A költészet a japán lélekből fakad.
Ebben a korban már a költészeti minisztérium versenyeket hirdetett meg a költők számára, amelyek során előre meghatározott szókincsből kellett a költőknek dolgozniuk. Ezekhez a versenyekhez sok legenda is köthető, mint pl. az, hogy Ono no Komacsi költőnő munkáját ellopták, és a tolvaj azzal jelentkezett a versenyre.
Kamakura-kor (1185–1333) során alkották meg a rengát, a „láncverset”. A renga nem más, mint a klasszikus formákra épülő és ezzel együtt egy formaújító költői „társasjáték”, melyet minimum két költő játszik, de akár többen is részt vehetnek benne, oly módon, hogy az első ír egy haikut, első három sor, amelyben található a hokku (hívószó), a második egy két darab hét morás sorból álló verset kapcsol hozzá, válaszolva a hívószóra, így a haikut tankává egészítve ki; a következő fél ismét egy haikut ír, és így tovább több „körön” át. Minden „kört” más kezd; az eredmény egy sok láncszemből álló sorozat, melyen belül a kapcsolódás módja korántsem véletlenszerű. Ez azonban első pillantásra aligha tűnik fel, hiszen a renga nem epikus vagy tematikus szál mentén halad: az egyes darabok közötti hangulati rokonság jelenti a szervezőerőt.

Erre nagyon jó példa négy híres japán költő láncverse:
 (Kjorai)
Elcsendesedtek
a dolgok – most mindenütt
béke, csönd honol.

 (Basó)
Meglátják a legelső
falut, s kürtjükbe fújnak.

 (Boncsó)
Minden romokban,
a tavalyi gyékények
törtek, piszkosak.

 (Fumikuni)
Meginganak a lótusz
szirmai, s lehullanak.

 (Basó)
Kezdjük levessel –
friss tengerisaláta
Szuidzendzsiből!

 (Kjorai)
Még vagy hat mérföld az út,
amit ma meg kell tennem.

 (Fumikuni)
Idén tavasszal
hű szolgálója ismét
Rodóval marad.

 (Boncsó)
Gyökeret hajt a dugvány –
ködfátylas éjféli hold.

 Török Attila fordítása

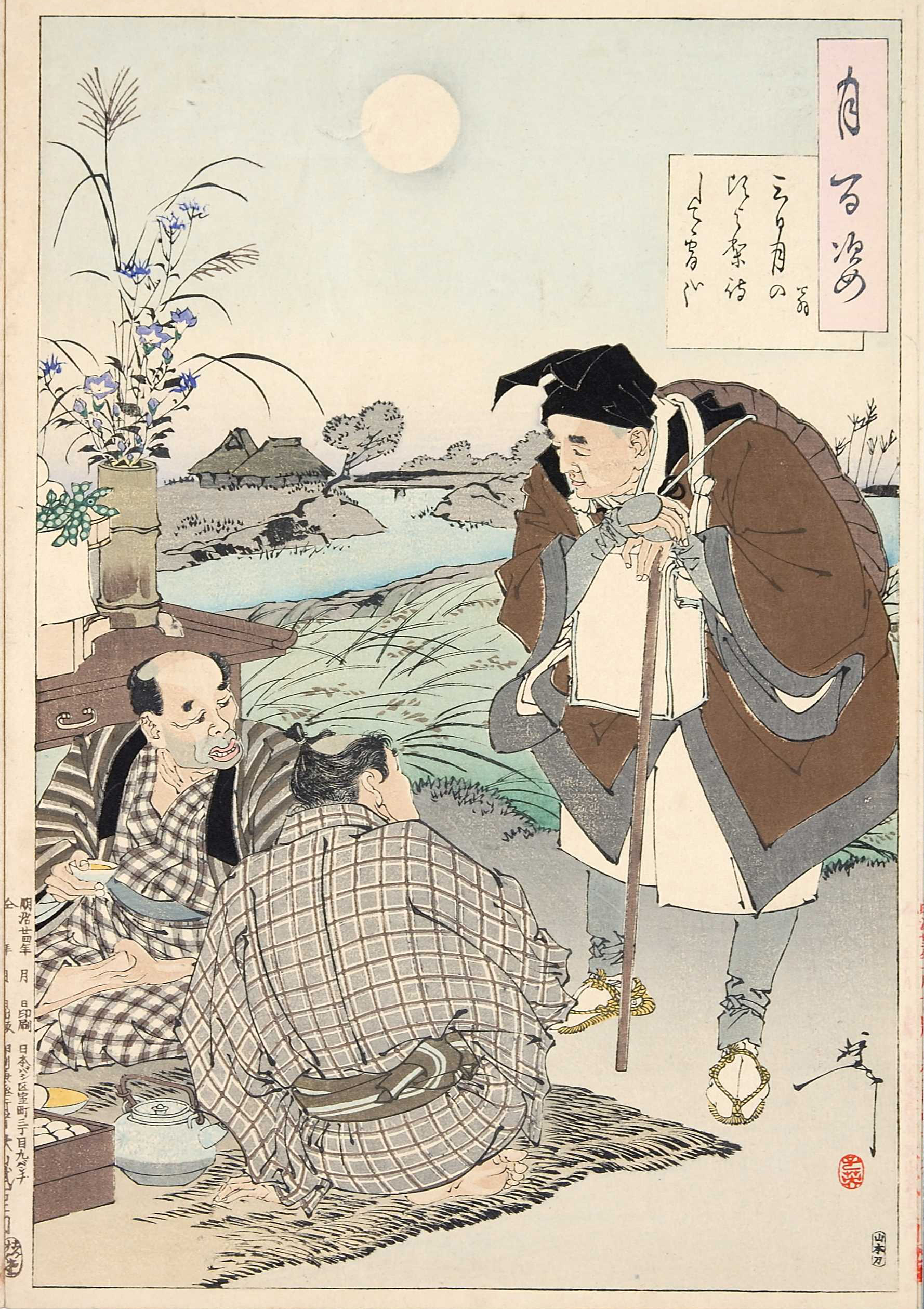
Macuó Basó utazása

A renga vagy a tanka önállóvá vált első három sora lett a haikai, amelyben már csak tizenhét mora kell hogy legyen, de ugyanúgy kell lennie benne egy kigónak. Legelsőnek Macuó Basó (1644–1694) emeli a haikut verssé és ismeri el önálló szerepét. Japán egyik kiemelkedő, jelentős költőjének tartják, aki utazásai során írta verseit.
A hagyományos haiku tematikája olyannyira a természethez kötött, hogy az évszázadok során egyfajta lexikon alakult ki az egyes évszakokhoz kötődő kifejezésekből, szavakból (növények és állatok, ünnepek stb.); sok antológia ezen évszak-szavak (kigo) alapján csoportosítja a verseket, nem pedig költők vagy korszakok szerint.
Az európai lírai műfajokkal ellentétben a haiku nem énközpontú. A természeti jelenségek leírása nem a szubjektum állapotának megjelenítésére szolgál, csupán egyszerű rögzítése azoknak. Ezen elvet úgy hívják japánul: szono mama („éppen ilyen”). Mivel a szöveg nem utal a művész saját értelmezésére, a befogadás alkotó jellege erős hangsúlyt kap, az olvasó vagy hallgató ugyanolyan aktív részesévé válik a folyamatnak, mintha a tankából elhagyott két sornyi reflexiót kellene hozzáfűznie a haikuhoz. Basó szavaival: „a harang egyhangú kongása után fülünkben még hosszan zúg ez a hang… Ugyanígy a vers elolvasása után is valamilyen hangnak még tovább kell visszhangoznia az olvasóban”.

## Kiredzsi
A haiku alapvető tulajdonsága az, hogy – mint általában több más irodalmi műfaj – összetett, ennek a műfajnak, ill. versformának az esetében ezt segíti elő a kiredzsi.
A japán haikuban a kiredzsi, avagy a vágószó jellemzően a vers három sorának végén jelenik meg. A költő által választott vágószótól és a versen belüli elhelyezésétől függően erősíti a vers gondolatiságát, vagy az előtte és utána álló szavak közti a párhuzamok keresését segíti elő, de fontos szerepe még az is, hogy a műnek méltóságteljes véget adjon, hogy határozottan lezárja azt, ill. erősítse a csattanó érzését.

## Kigó
A kigó, más néven „évszakszó” a dentó haiku (hagyományos haiku) alapvető eleme. Már a tankában és a rengában is fontos szerepet töltött be, viszont alatta nem azt értjük, hogy az évszak neve megjelenik a szövegben, hanem az erre utaló szavakat kell hogy keresse az olvasó, például a szakura(桜; さくら), magyarul cseresznyevirágzás egyértelműen a tavaszt jelöli. A szigorúan vett évszakot jelölő szavak felismerése más nemzetek számára, a japánt kivéve, nehézséget okozhat, hiszen japánban hagyományosan öt évszakot tartanak számon, ezek a megszokott négy évszak – tavasz, nyár, ősz, tél -, viszont ők ezt kiegészítették az újévvel és ezzel az időszakkal, ennek nincsen magyar megfelelője. Előszeretettel idézik meg a költők műveikben a kabócák képét, amely pedig egyértelműen a nyárra utal, hiszen Japán nyáron kabócáktól zajos.
Ilyen kedvelt állatnak számít még Japánban, ha haikuról van szó, a béka, a légy, a macska, a pillangó, vagy a varjú.
A békára egy kiváló példa Macuó Basó egyik közismert haikuja:
| "古池や蛙飛び込む水の音"                  | Az eredeti mű                                                         |
| ----------------------------------------- | --------------------------------------------------------------------- |
| "ふるいけやかわずとびこむみずのおと"      | Hiraganára átírt mű.                                                  |
|                                           |                                                                       |
| "furu ike ya kawazu tobikomu mizu no oto" | Rómadzsiba átírt mű, melyben könnyen megfigyelhető a tizenhét szótag. |

Különböző fordításokban:
- Faludy György:

Lábát kinyújtja hosszan
a versenyúszó béka,
mikor a tóba lottyan.
- Gergely Ágnes:

Mocsaras tó:
Beleugrik a béka.
Ó! A vízi zaj!
- Kosztolányi Dezső a fordításának a Tó címet adta:

Öreg halastó szendereg a langyos
magányba némán... Most beléje cuppan
loccsanva egy loncsos varangyos.

## Híres japán haikuköltők

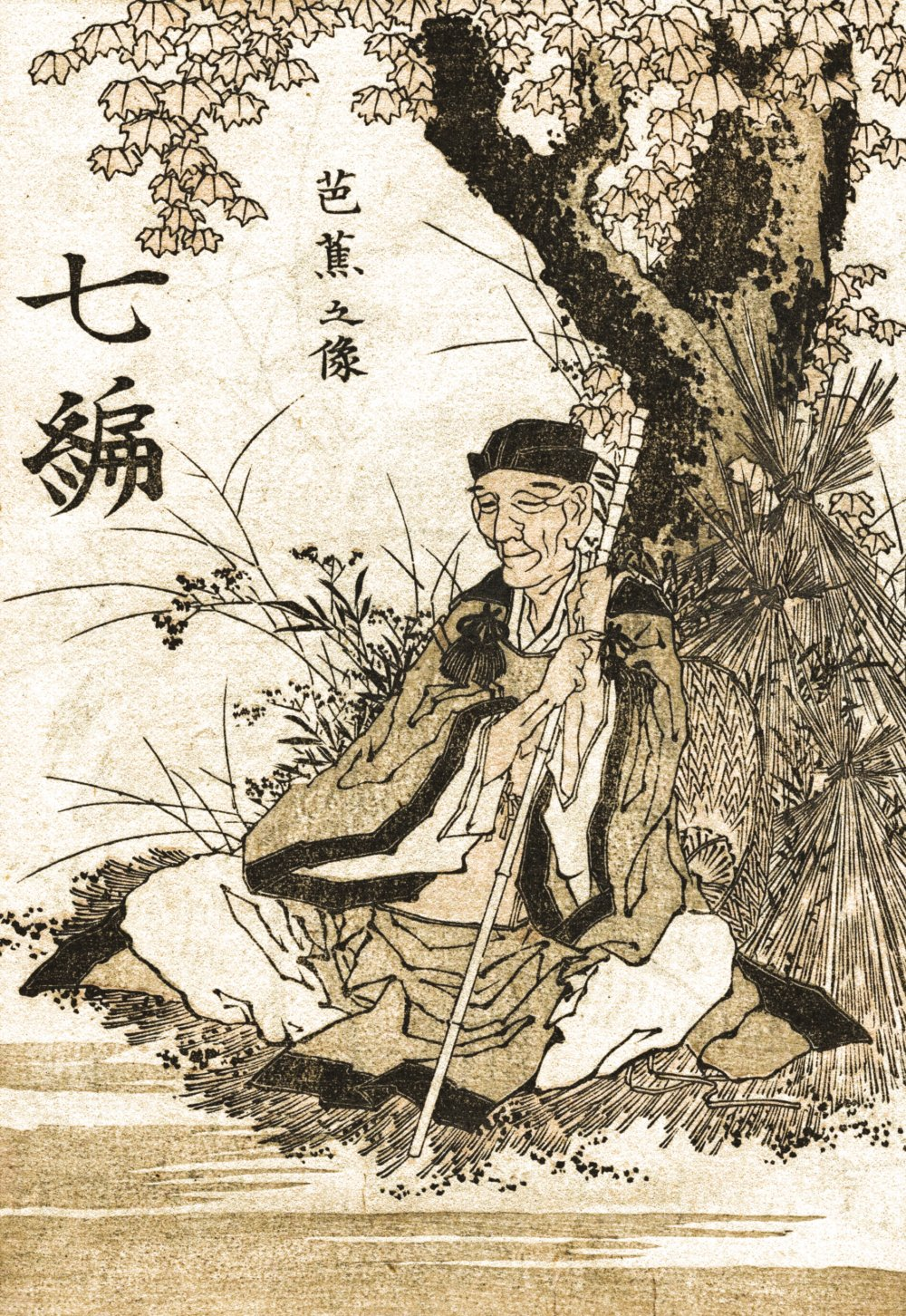

### Macuó Basó
Macuó Basó, az egyik legkiemelkedőbb és legnépszerűbb japán költő. Hivatalosan Macuo Kinszaku néven 1644-ben született az Iga tartománybeli Uenóban. Formális személyneve Macuo Csúemon Munefusza (松尾 忠右衛門 宗房), de mint sok költő, ő is több álnevet használt, ezek közül a napjainkban is ismeretes Macuó Basó. Nevének jelentése: „banánlevél”.
Basó alkotóművészete a tizenhetedik század második felére esik, ez Japánban az iparosodás és a polgári megerősödés korszaka. Példaképeinek Tu Fut és Li Taj-pót, a két nagy kínai költőt tartotta, de legfőbb mesterének mégis a 12. századi Szaigjót tekintette.
Basó az országot járta, és igyekezett felkelteni az emberekben az érdeklődést a költészet iránt, hiszen hitt abban, hogy a költészet nemesebbé teszi az ember lelkét.
Az ilyen útjai során is úgy szokták ábrázolni, hogy széles karimájú kalapot visel, és sásból font, megtépett köpeny van vállán, még akkor is, ha lóháton ül vagy éppen gyalogol, és természetesen oldaláról nem lehet elfelejteni Sorát, a hű segítőjét.
Több útvonalat járt végig, mint például az Edóból (mai Tokió) Kiotóba vezető Tokaidó névre hallgató útvonalat. Ezeket az útjait úgynevezett haibunokban (útinapló) örökítette meg. Az útinaplójának lényege maga az út rögzítése és a pillanatnyi benyomás alapján egy-egy haiku beleszövése.
Az utazás Basó számára a lélek és a stílus megújulását jelentette, további munkára buzdította. Ugyanakkor, mielőtt útra kelt, sokszor kerítette hatalmába a félelem. Attól tartott, hogy talán többé nem térhet haza. Ez a sejtése később igaznak bizonyult: egyik utazása közben érte el a halál, 1694-ben Oszakában.
Egyik haibunja (útinaplója) a Kézirat a tarisznyámból címet viseli, és 1685-ben készült el. E munkája a következő sorokkal kezdődik:
„E testben, amely többszáz csontból, és kilenc lyukból áll, egy lény lakozik, akit egyszerűen csak Furabónak neveznék, ami azt jelenti, hogy »szélszaggatta banánlevél«.”
Legismertebb haibunja az Oku no Hoszumicsi – „Észak ösvényein” címet viseli, melyet az Edótól Akitáig tartó úton írt meg.

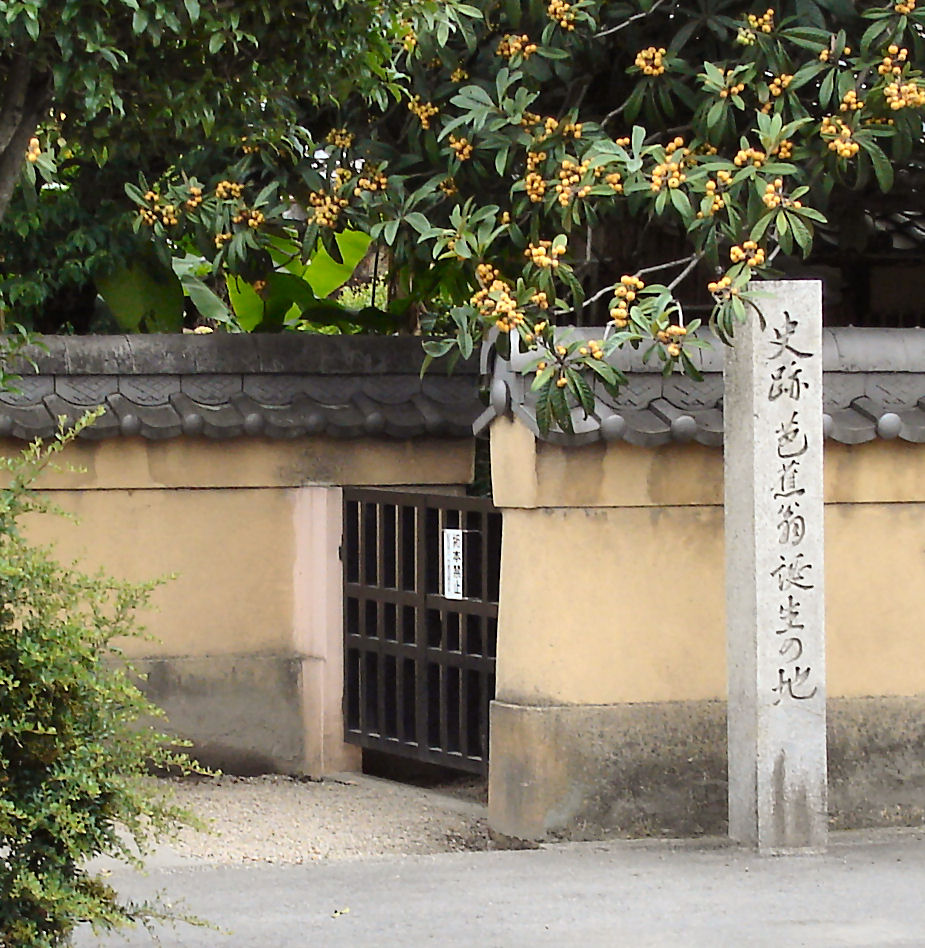
Macuó Basó sírhelye

Húszéves volt, amikor két haikuja megjelent a Szajo no Nakajamasú című antológiában. Ezután újabb és újabb verseskötetekben publikált. Életrajzírói szerint ebben az időszakban gyulladt szerelemre egy Dzsutei nevű lány iránt, akiből később apáca lett. Basó 1672-ben a fővárosba, Edóba megy, hogy a haikuival még nagyobb elismerést szerezzen. Próbálkozásait csakhamar siker koronázta. 1677-ben egy haikuversenyen húsz versével komoly elismerést vívott ki magának, s értékes ismeretségekre is szert tett. Költeményeiért különböző antológiák versengtek. Ekkor döntött úgy, hogy költői iskolát alapít.
| Sizukasza ja iva ni simiiru szemi no koe | Néma csönd honol sziklaszirtbe hasít kabócazene. |

Basó haikuinak egyik jellegzetes újítása volt az éles ellentétek szembeállítása. A vers első két sora ellentétben áll az utolsóval. Mindennapi szókincset használ a mindennapi élet apró mozzanatainak megörökítésére.
1690-ben Basó már nagyon beteg volt. Attól félt, hogy többé nem tud útnak indulni. 1693-ban kapuja bezárult, több tanítványt nem volt képes fogadni. Végül mégis vállalkozott az utazásra. Amikor az 1694-es év beköszöntött, útjának egyik állomásáról levelet írt kedves tanítványának, Kubota Enszuinak, amelyben örökre elbúcsúzik tőle. Ekkor írta az Utolsó haikuját:
A vándorúttól fáradtan, betelten
kopár mezőkön, zörgő avaron
kószál a lelkem."
 Kosztolányi Dezső fordítása
A szomorú hír hallatán számos tanítványa sietett betegágyához. Basó, miután megírta búcsúversét és végrendeletét, megtagadta magától az ételt, és nyugodtan várta a halált. Holttestét, végakaratának megfelelően Zezében, több mint nyolcvan tanítványának jelenlétében, a Gicsúdzsi templomban helyezték örök nyugalomra.

#### Példák Basó műveire

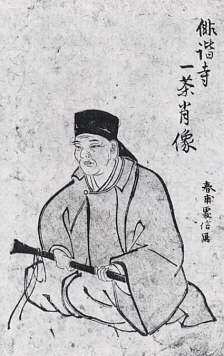
Kobajasi Issza

#### Példák Basó műveire[3]
Te volnál Ama
Pillangó? s én: Csuang-ce?
Álmodnánk egymást?
 Fodor Ákos fordítása
Vézna kacsácska,
lábad a sárga-pelyhű kimonóban
bár sose fázna!”
 Illyés Gyula fordítása
Új ruhát öltök
mint a kabóca szárnya
olyan nyárias.
 Kányádi Sándor fordítása

### Kobajasi Issza
Kobajasi Jataró néven született 1763. június 15-ám, Kasivabarában. Tanítói Mizogucsi Szogan és Nirokuan Csikua volt, tőlük tanulta a haiku művészetét, a Kacusika iskolában Edóban (a mai Tokióban). Sokáig nem tudunk semmit az életéről, csak annyit, hogy az országban utazgatott.
Kobajasi Issza 1812-ben költözött vissza szülőfalujába, és megházasodott.
Közel húszezer haikut írt élete során, Issza név alatt, melynek jelentése „egy csésze tea”. Korában népszerűnek számított, de sokszor anyagi gondokkal küzdött.

#### Példák Issza műveire
Mindkettő öt jen:
egy csésze tea,
egy fülemüle.
 Bakos Ferenc fordítása
Pattanó bimbó.
»Tavaszi szél…« - énekelj,
boldog kismadár!
 Greguss Sándor fordítása
Fürdőm gőzében
holdvilág nyújtózkodik.
Megjött a tavasz.
 Kányádi Sándor fordítása
LÉGY
Ne üsd agyon a kis legyet.
Nézd, tördeli kezét.
Úgy kér kegyet.
 Kosztolányi Dezső fordítása

## A haiku Magyarországon
A magyar költészetben a japán lírai elemek, főként a haiku a 19. és 20. század fordulóján jelentkezett, de legnagyobb hatása a 20. században volt. Magyarországon először a távol-keleti haiku hatás nem kelet felől érkezett, hanem a magyar impresszionista költőkkel a nyugati nagy költők (angolok és franciák) haiku fordításai ismertették meg ezt a fajta költészetet. Nagy hatással volt rájuk az egzotikus miniatűr kép, a látvány, a zeneiség és a hanghatás, és ezek összefonódása.
Az idők során egy sajátos magyar arculatot vett fel, mindegyik költő a saját költészetéhez, saját stílusához igazította a haikut. Bizonyos esetekben a forma változott meg, míg más esetekben a tartalmi sajátosságok változtak meg. De manapság már olyan magyar haikukkal is találkozhatunk, amelyek mind tartalmilag, mind formailag magyar jellegzetességekkel bírnak.
A magyar haiku nem moraszámláló, mint a japánban, hanem szótagszámláló. Rövid és hosszú szótagok váltakozása jellemzi.
Magyarországon az 1980-as évektől kezdődően a haiku egyre népszerűbbé vált. Egymást követően jelentek meg különböző, haiku fordításokat tartalmazó kötetek, mint például:
- Haiku versnaptár – Tandori Dezső fordításában (1981)
- Fényes telihold című kötet – Rácz István (1988)

Egyre több magyar költő nyúl a haikuhoz, és emeli költészetébe. A magyar haikuban már nem a négy évszak bűvöletében alkotnak a költők, hanem bátrabban nyúlnak a modern haikuhoz.

Jellemző az aforisztikus haiku, melynek hátterében komoly filozófiai mondanivaló áll, megpróbálnak fontosabb, komolyabb tartalmat csempészni a haikujaikba. Mint például Vihar Béla:
KETTEN, EGYEDÜL
Ketten vagyunk a születéskor.
 Ketten vagyunk a szerelemben.
 Csak a halálban egyedül.
A magyar haiku tartalmilag összefonódott az epigrammával. Hangneme sokszor fájdalmas, komor vagy iróniába fordul, ami különbözik az eredeti japán haikutól. Az alliterációt a japánokkal együtt a magyar szerzők is szívesen alkalmazzák.

### Kosztolányi Dezső
Kosztolányi Dezső (1885–1936) az elsők között szerepelt, akik komolyabban foglalkozni kezdtek a haiku művészetével, témájával. Ő maga is fordított egy kötetre való kínai és japán verset, igaz, ezekhez a fordításaihoz a Horigucsi Niko álnevet használta. (Horigucsi Daigaku 1892–1981 tényleg létezett).
Egyike volt az első költőknek, akik megismertették verseik által a magyar lírakedvelő olvasó közönséggel a haikut. Kosztolányi esetében is látjuk, hogy fordításaikor és írásaikor nem tartotta be a 17 (5 + 7 + 5) szótagszámot, sőt három sor helyett sokszor négy sorban írta meg vagy fordította le a költeményt, ezáltal könnyebben kijött az általa is szívesen alkalmazott sorvégi rím.
Kosztolányinál érdekesség, hogy ő a haikuinak címet adott. Mindezen újítások ellenére – szótagszám túllépése, sorvégi rím, cím – megteremti a kellő hangulatot, amelyet a japán költőknek is sikerült. Kosztolányi főleg a szellemiségét vette át a japán haikunak, a formai elemeket a saját költészetéhez igazította.

#### Példák Kosztolányi haiku műveire
NYAKÉK
Szeretnék venni egy nyakéket.
Felfűzni mind a könnyeim
s átnyujtani tenéked.
ÁLMODÓ
Vén lélek lakja ifjú testem.
Mit sem teszek, kétségbe estem.
Csak álmodom, tűnődve, resten.
HÓ
Nézd, a fehér hó mint ragyog.
Ki hát a hóba. Hadd imádom,
hadd nézem, amíg megfagyok.
 (eredeti mű: Macuó Basó)
A DALNOK
Mindig egyformán énekel
a kis fülemüle.
Nem nézi, hogy a lomb alatt
kegyelmes úr ül-e?
 (eredeti mű: Kobajasi Issza)

### Radnóti Miklós
Radnóti Miklós (1909–1944) tragikus sorsú magyar költő a két világháború között és a II. világháború idején alkotott. Radnóti, aki munkaszolgálatosként halt meg, kiváló formaművész volt. Bár ő maga nem nevezte két-három soros verseit haikunak, mégis azok voltak.
Haikunak tekinthető, legalábbis ilyen elemek jellemzik Radnóti Bájoló című versét, de a Razglednicák is tekinthetők haikunak.

Leginkább haikura emlékeztető műve Radnótinak a következő:
Fázol? Olyan vagy, mint
hóval teli bokron az árva madárfütty.

#### Példák Radnóti haiku műveire
KÉSŐBB
Csak éltem itt, szegényen s jámboran,
míg végül elástak ide.
Sosem feledtem el, hogy meghalok:
ime.
PIPACS
Az asszonyom pipacsot lát
és füttyent nekem az úton át
s hogy visszafüttyentek, lehajol.
Két ujja végigcsúszik a szár
szőrén s a fű közt megáll. És már
kezében lángol a lenge virág.
Ujra füttyentek; füttyömbe boldog
madár füttye vág s ő mosolyog:
Pipacspirossal zendüljön a világ!

### Faludy György
Faludy György (1910–2006) jelentős magyar műfordító, a japán líra avatott tolmácsolója. Ő az a költő, aki saját haikuiban önnön lelkiállapotát rajzolja meg.
Üres napok. Ülök a félhomályban.
Elfog a melankólia
és megalkuszom a mulandósággal.
KÍNRÍM NEW YORKBÓL JÖVET
Manhattan.
Boldog voltam, mikor odább
menhettem.

## Modern haiku
Egy rövid terjedelmű versforma, melyet könnyen át tud futni az ember. Sok kortárs költő választja ezt a műfajt. Nemcsak Magyarországon járt ekkora sikerrel a haiku, hanem világszerte is közkedvelt műfaj és versforma.

A haiku „itt és most feszülő hangulatát” az is érzékelteti, hogy a költők többnyire nemcsak évszakszót helyeznek el a művükbe, hanem napszakszót is, s ezzel még inkább impresszionista vonásúak. Gyakran szerepel a haikukban az éj, a dél és a reggel. Például Weöres Sándor így ír: 
Nézd: az éji hold
erkélyrácson fönnakadt.
Újra nézd: már nyoma sincs.

A modern haiku gyakran már nem tartja be a formaszabályokat, sok esetben minden költő a saját képére formálja ezt a műfajt, versformát, például iróniát sző bele, vagy a formával játszik, mint például Fodor Ákos:
ÉREM
Aggódva mérem:
milyen távolság lehet
fej s írás között

### Tandori Dezső
Tandori Dezső, költő, író és műfordító; korunk egyik jelentős haiku költői közé lehet sorolni. Ő fordította le 1981-ben a haiku naptárt. Tandori Dezső már nem a nyugati (angol, francia vagy német) fordításokat vette alapul, hanem a japán művekre támaszkodott. Igaz, ő maga nem tudott japánul, viszont kiváló fordítókat kért meg az együttműködésre. Kiválóan követi az eredeti Basó, Buszon vagy akár Issza művek formáit is. Híven tükrözte a haikunak azt a fajta sajátosságát, hogy igék helyett inkább névszókat (főnév, melléknév, számnév) szerepeltet a művekben.

#### Példák Tandori Dezső haiku műveire
– Pont. Nem érdekel.
– Akkor miért csinálod?
– Pont valami kell.
Azt mondják, mindig
rajtunk is múlik minden.
Rajtam ne múljon.
És ha Londonban
unom épp az életem,
csak úgy – úgy mi van?
Ne rángassatok.
Én 21 tojásból
vagyok rántotta.

### Fodor Ákos
Fodor Ákos korunk egyik meghatározó költője, írója és műfordítója, aki kiválóan tudott játszani a szavakkal és a formákkal, ezért is vált a haiku egyik nagy mesterévé. Ő maga is fordította Macuó Basó műveit, és az ehhez kapcsolódó kötete a Százhetven haiku (1999) címet viseli. Sokszor csempész iróniát, játékot a műveibe, forgatja ki a szavak jelentését, mégis ragaszkodva az eredeti formához és szótag felosztáshoz.

#### Példák Fodor Ákos haiku műveire
Mindent kaptam már,
csak vagyont és halált nem.
(– A sorrend fontos!)
Egészen biztos,
hogy előbb-utóbb ez vagy
az lesz, így vagy úgy.
Annyira zárt egy
ajtó sem lehet, mint fal
s ajtó hiánya.
Legtöbbnyire szebb
be- és kicsomagolni,
mint élni vele.

## Bibliográfia
- Vihar Judit – A Japán irodalom rövid története, Nemzeti Tankönyvkiadó, 1994 ISBN 963 18 5915 0
- Kínai és japán költők, ford. Kosztolányi Dezső, Bp., Sziget Könyvkiadó, 1999 ISBN 963-8138-39-4
- KAVICSOK – A kard és toll útja, Kiadta a TORII Könyvkiadó, Budapest, 2004 ISBN 963-217-493-3
- Japán haiku versnaptár, Magyar Helikon, 1981 ISBN 963-207-497-1
- Macuo Basó: 333 haiku. Ford. Gy. Horváth László, Tandori Dezső. Európa Könyvkiadó, Budapest, 2009 ISBN 978-963-07-8718-5
- Vihar Judit – „A haikuköltészet Magyarországon”. Előadás a II. World Haiku Conference rendezvényén, Akita, Yuwa, 2002